# Saint-Mard (Gaume)
Pour les articles homonymes, voir Saint-Mard.
Saint-Mard (en gaumais Sié-Mâ ou Sî-Mâ, en wallon Sint-Må-dlé-Vierton) est un village belge qui fait partie de la commune de Virton, située en Région wallonne dans la province de Luxembourg, et de la Lorraine gaumaise.

## Géographie
Situé juste au sud de Virton, Saint-Mard est traversé par la route nationale 88 reliant Florenville et Athus (Aubange) mais également par la Vire et le Ton, ce dernier recevant les eaux de la première en bordure ouest du village avant de continuer son trajet vers la Chiers.

## Démographie
- Sources : NIS (aujourd'hui Statbel). Les données de 1831 à 1970 proviennent de recensements.

## Histoire

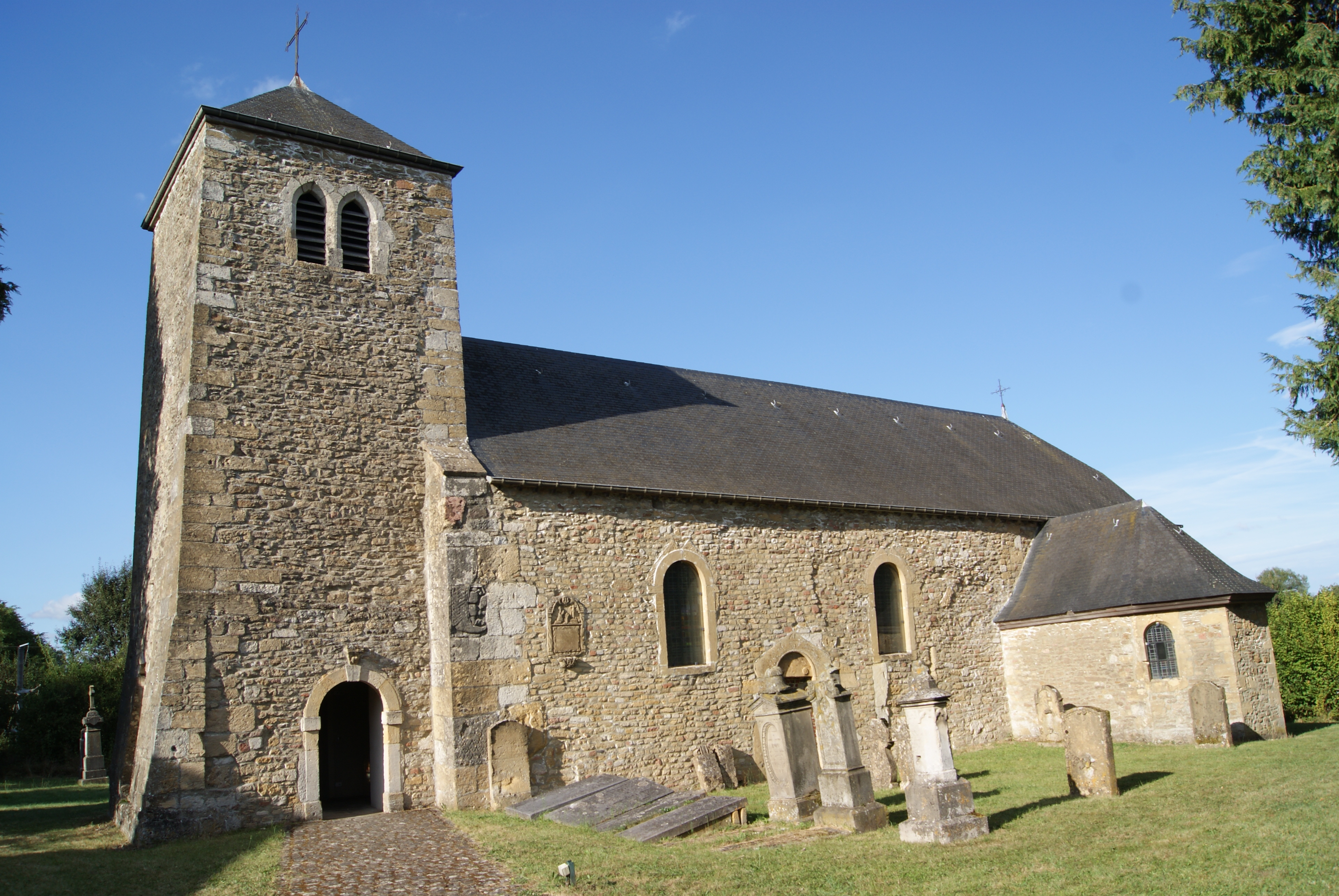
Église Saint-Martin de Vieux-Virton, dont les origines remontent à la fin du VIIe siècle ou au début du VIIIe. Au centre du village se trouve une autre église bâtie entre 1864 et 1867, de style néo-roman. Le long du Ton, un temple protestant a également été construit en 1937.

Saint-Mard était connu au début du XXe siècle pour être le pays des vanniers car on y plantait « la saû » (l'osier, en patois gaumais). On y fit de la grosse et de la petite vannerie, de manière professionnelle ou privée. Il y avait aussi de nombreux cultivateurs ainsi que de petites entreprises.
À l'époque, la commune vit l'extension des chemins de fer et l'ouverture du dépôt de machines à vapeur transféré de Saint-Mard à Latour, village proche. De nombreux chemin-de-ferristes habitèrent la localité. La gare de Virton-Saint-Mard est actuellement desservie par la ligne 165 Athus-Libramont.
Saint-Mard était une commune à part entière avant la fusion des communes de 1977 et possédait ses armoiries communales.

## Liste des bourgmestres de 1830 à 1977
- Edmond Jacques, de 1932 à 19??, (POB).

## Sports et vie associative

### Sports
- Tennis : Tennis Club Saint-Mard (quatre terrains extérieurs, une salle uniquement consacrée au tennis, deux terrains de padel).

- Football : RAC Saint-Mard (évolue en deuxième provinciale).

- Athlétisme : Athletic Club Dampicourt (club de Julien Watrin, champion du monde 2022 de 4 × 400 m en salle).

- Basket : Basket Saint-Mard.

### Vie associative

#### Fête du village
La localité est aussi connue pour sa fête qui se déroule fin août, la journée la plus populaire étant le mardi, avec au programme de la Royale Philharmonie de Saint-Mard de nombreuses polkas, marches, scottish, etc. sans oublier la Troïka et le quadrille. Tous les habitants du village et de nombreuses personnes des alentours se réunissent autour du kiosque (1886), monument classé récemment restauré.
Les festivités se tiennent le week-end du quatrième dimanche d'août, débutant le vendredi avec le bal de la jeunesse et se prolongeant jusqu'au mercredi, avec « l'enterrement de la fête ». Le mardi a lieu la fête de la jeunesse où la philharmonie va chercher les jeunes dans le village pour les amener à la messe. Habillé en costume, c'est le maître-jeune homme qui choisit l'itinéraire. Le maire prononce ensuite un discours au centre culturel. La journée se termine sur le kiosque où la philharmonie joue la traditionnelle troïka et d'autres morceaux folkloriques, bien souvent un verre de rosé à la main. Tout le monde s'habille en costume folklorique : pour les femmes, un boléro noir sur une chemise blanche ainsi qu'une robe rouge vif ; pour les hommes, un sarrau bleu et un pantalon noir avec un nœud autour du cou.
Depuis 2021, la fête de Saint-Mard est reprise parmi les chefs-d’œuvre du Patrimoine oral et immatériel de la Fédération Wallonie-Bruxelles.

## Personnalités
- Jean-Philippe Lavallé (1809-1913) : dernier combattant de la révolution belge de 1830[2].
- Edmond-Joseph Jacques (1880-1960) : député, maire et résistant.
- Camille Barthélemy (1890-1961) : peintre et graveur.
- Claude Raucy (1939-2024) : écrivain, dramaturge et poète.
- Jean-Claude Watrin (1951-) : auteur, compositeur et interprète.
- Jean-Louis Richard dit Antoine Juliens (1950-) : Metteur en scène, dramaturge et comédien, peintre.